# Nord-Pas-de-Calais
Nord-Pas-de-Calais [nɔʀpɑdkaˈlɛ] war die nördlichste Region Frankreichs. Sie lag an der Grenze zu Belgien und bestand bis Ende 2015 aus den Départements Nord und Pas-de-Calais. Die Region hatte eine Fläche von 12.414 km² und 4.077.093 Einwohner (Stand 1. Januar 2022), ihre Hauptstadt war Lille. Mit Dünkirchen verfügte die Region über den drittgrößten Hafen von Frankreich. Seit 1. Januar 2016 ist die Region Nord-Pas-de-Calais mit der Region Picardie vereinigt. Nach einer Übergangsphase unter dem Namen Nord-Pas-de-Calais-Picardie trägt die neu gebildete Region mit Beschluss vom 28. September 2016 den Namen Hauts-de-France.

## Geographie
Weitere wichtige Städte neben Lille waren in der Region Nord-Pas-de-Calais Arras, Calais, Boulogne-sur-Mer, Dünkirchen (Dunkerque), Cambrai, Douai und Valenciennes.

## Wappen
Beschreibung: In Gold ein schwarzer, rot gezungter und bewehrter Löwe. Das Wappen der Region Nord-Pas-de-Calais ist nahezu identisch mit dem Emblem der benachbarten Region Flandern in Belgien. Es weist auf den teils flämischen Ursprung der Region Nord-Pas-de-Calais hin.

## Geschichte
Nord-Pas-de-Calais entstand 1960 mit der Einrichtung der Regionen in Frankreich. 1972 erhielt die Region den Status eines Établissements public unter Leitung eines Regionalpräfekten. Durch die Dezentralisierungsgesetze von 1982 erhielten die Regionen den Status von Collectivités territoriales (Gebietskörperschaften), wie ihn bis dahin nur die Gemeinden und die Départements besessen hatten. 1986 wurden die Regionalräte erstmals direkt gewählt. Seitdem wurden die Befugnisse der Region gegenüber der Zentralregierung in Paris schrittweise erweitert.
In der Region Nord-Pas-de-Calais lagen die französischen Anteile von Flandern (Französisch-Flandern) und dem Hennegau sowie die Landschaft Artois. Sie gehören alle erst seit 1678 zu Frankreich. Vorher waren sie Teil der burgundischen beziehungsweise spanischen Niederlande. Zu dieser Region gehört außerdem die Landschaft Boulonnais mit den bedeutenden Hafenstädten Boulogne und Calais.
Mit Wirkung zum 1. Januar 2016 fusionierte die Region Picardie mit der Region Nord-Pas-de-Calais zu einer neuen Region namens Hauts-de-France (von Januar bis September 2016 vorläufig Nord-Pas-de-Calais-Picardie).

## Bevölkerung

### Demographie
Die Region hatte 4 Millionen Einwohner (7 % der Bevölkerung Frankreichs). Die Bevölkerungsdichte von 325 Einwohnern pro km² nahm nach der Île-de-France den zweiten Rang unter Frankreichs Regionen ein. Wegen der hohen Geburtenrate war die Bevölkerung von Nord-Pas-de-Calais die jüngste unter den Regionen in Frankreich: 36,5 % der Einwohner waren weniger als 25 Jahre alt (der Nationaldurchschnitt ist 32,4 %). Trotzdem verringerte sich die Regionalpopulation wegen hoher Abwanderung.

### Sprache
In der Region gab es drei Dialekte:
- Die Picardische Sprache, auch „Ch’ti“ oder „Patois“ genannt.
- Das Dunkerquois, eine Mischung aus Französisch und Flämisch; es wird hauptsächlich in der Nähe von Dunkerque gesprochen.
- Das Flämisch, das in Französisch-Flandern gesprochen wird.

### Städte
Die bevölkerungsreichsten Städte der Region Nord-Pas-de-Calais:
| Stadt             | Einwohner (Jahr) | Département   |
| ----------------- | ---------------- | ------------- |
| Lille             | 238.695 (2022)   | Nord          |
| Roubaix           | 99.507 (2022)    | Nord          |
| Tourcoing         | 99.160 (2022)    | Nord          |
| Dunkerque         | 87.013 (2022)    | Nord          |
| Calais            | 67.585 (2022)    | Pas-de-Calais |
| Villeneuve-d’Ascq | 62.342 (2022)    | Nord          |
| Valenciennes      | 42.979 (2022)    | Nord          |
| Boulogne-sur-Mer  | 41.039 (2022)    | Pas-de-Calais |
| Douai             | 39.833 (2022)    | Nord          |
| Wattrelos         | 40.881 (2022)    | Nord          |
| Arras             | 42.621 (2022)    | Pas-de-Calais |

## Politische Gliederung
Die Region Nord-Pas-de-Calais war in zwei Départements untergliedert:
| 2.616.909 | (2022) |

| 1.460.184 | (2022) |

## Wirtschaft
Nach dem Zweiten Weltkrieg geriet die Region in wirtschaftliche Schwierigkeiten. Steinkohlenbergbau, Metallurgie und die Textilindustrie waren seit der Industrialisierung im 19. Jahrhundert neben einer ungemein ertragreichen Landwirtschaft die wichtigsten Wirtschaftszweige. Durch Deindustrialisierung und den Wandel in eine Dienstleistungsgesellschaft stieg der Wettbewerbsdruck und die Marktsättigung weiter, was Abwanderung und Arbeitsplatzverluste zur Folge hatte. Übrig blieben nur einige Textilunternehmen. Obwohl der TGV und der Eurotunnel zu einer neuen Dynamik beigetragen haben, war die Arbeitslosigkeit mit 12,6 % höher als im nationalen Durchschnitt (9,1 %; Januar 2010).
Mehrere französische Unternehmen haben ihren Hauptsitz in der Region darunter:
- Auchan (Croix)
- Decathlon  (Villeneuve-d’Ascq)
- La Redoute  (Roubaix)
- 3 Suisses  (Croix)
- Bonduelle (Villeneuve-d’Ascq)
- Arc International (Arques)
- Roquette Frères  (Lestrem)

## Verkehr
- Eurotunnel: Seit 1994 ist die Region über den Eurotunnel mit Großbritannien verbunden.

## Kultur

### Sehenswürdigkeiten
Seit 2012 gehört das Nordfranzösische Kohlerevier zum UNESCO-Welterbe. Schon seit 1999 hat die UNESCO 17 Belfriede der Region denkmalgeschützt.
|  | Belfried von Armentières Denkmalgeschützt seit 1999                  |  | Belfried von Bailleul Denkmalgeschützt seit 1999                                                            |
|  | Belfried von Bergues Denkmalgeschützt seit 1999                      |  | Belfried von Cambrai Denkmalgeschützt seit 1999                                                             |
|  | Belfried von Comines Denkmalgeschützt seit 1999                      |  | Belfried von Douai Denkmalgeschützt seit 1999                                                               |
|  | Belfried von Dünkirchen (St. Eloi-Kirche) Denkmalgeschützt seit 1999 |  | Beffroi de l’Hôtel de Ville de Dunkerque (Belfried des Rathauses von Dünkirchen) Denkmalgeschützt seit 1999 |
|  | Belfried von Gravelines Denkmalgeschützt seit 1999                   |  | Belfried von Lille Denkmalgeschützt seit 1999                                                               |
|  | Belfried von Loos Denkmalgeschützt seit 1999                         |  | Belfried von Aire-sur-la-Lys Denkmalgeschützt seit 1999                                                     |
|  | Belfried von Arras Denkmalgeschützt seit 1999                        |  | Belfried von Béthune Denkmalgeschützt seit 1999                                                             |
|  | Belfried von Boulogne-sur-Mer Denkmalgeschützt seit 1999             |  | Belfried von Calais Denkmalgeschützt seit 1999                                                              |
|  | Belfried von Hesdin Denkmalgeschützt seit 1999                       |  | Zitadelle von Arras Befestigung von Vauban Denkmalgeschützt seit 2008                                       |
|  | Reuze Papa, Gigant von Cassel Denkmalgeschützt seit 2005             |  | Gayant et Marie Cagenon, Gigant von Douai Denkmalgeschützt seit 2005                                        |

2012 eröffnete in Lens der Louvre-Lens mit zahlreichen Kunstwerken, die vorher im Pariser Louvre gezeigt worden waren.

### Regelmäßige Veranstaltungen

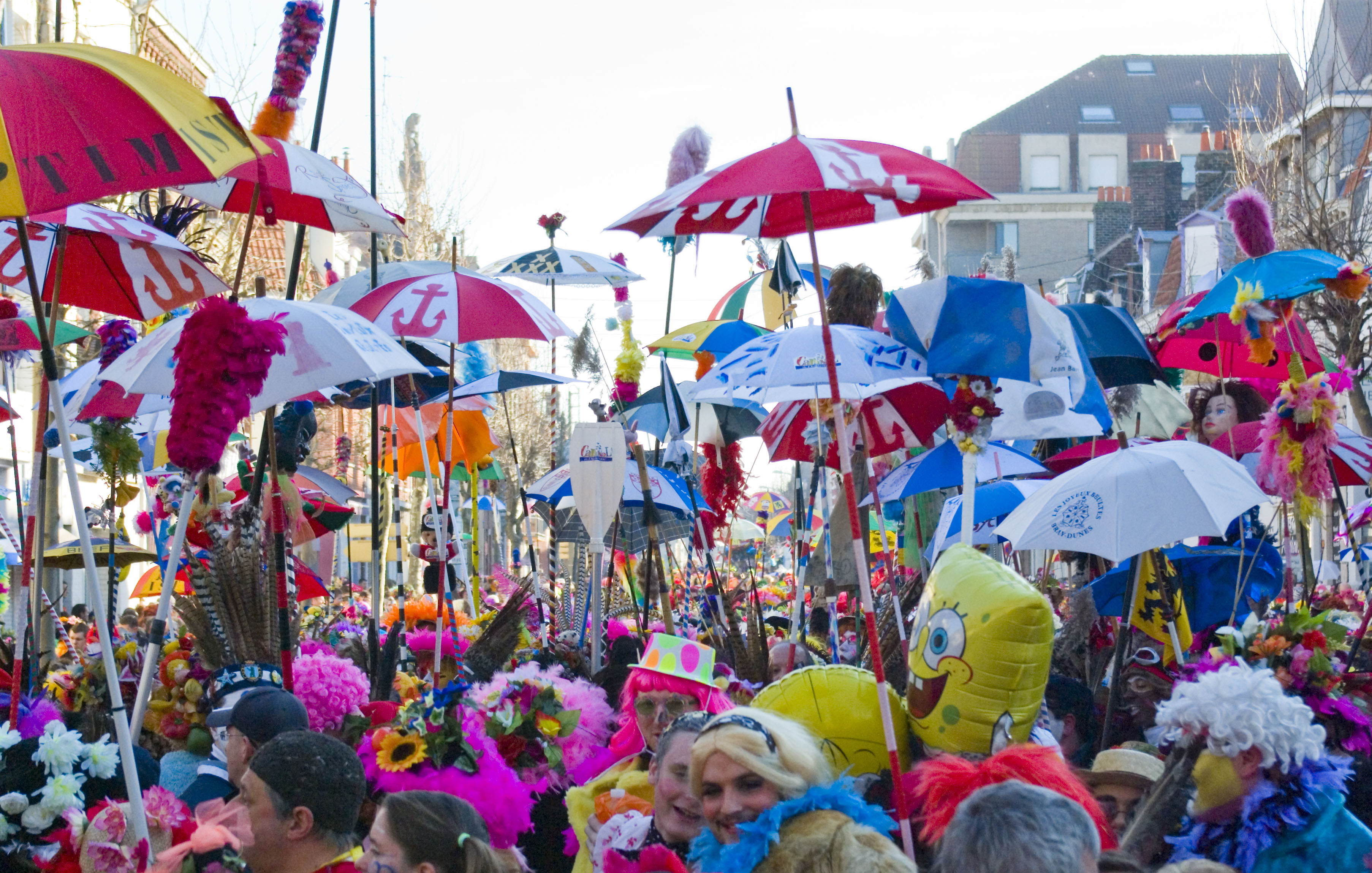
Karneval in Dunkerque

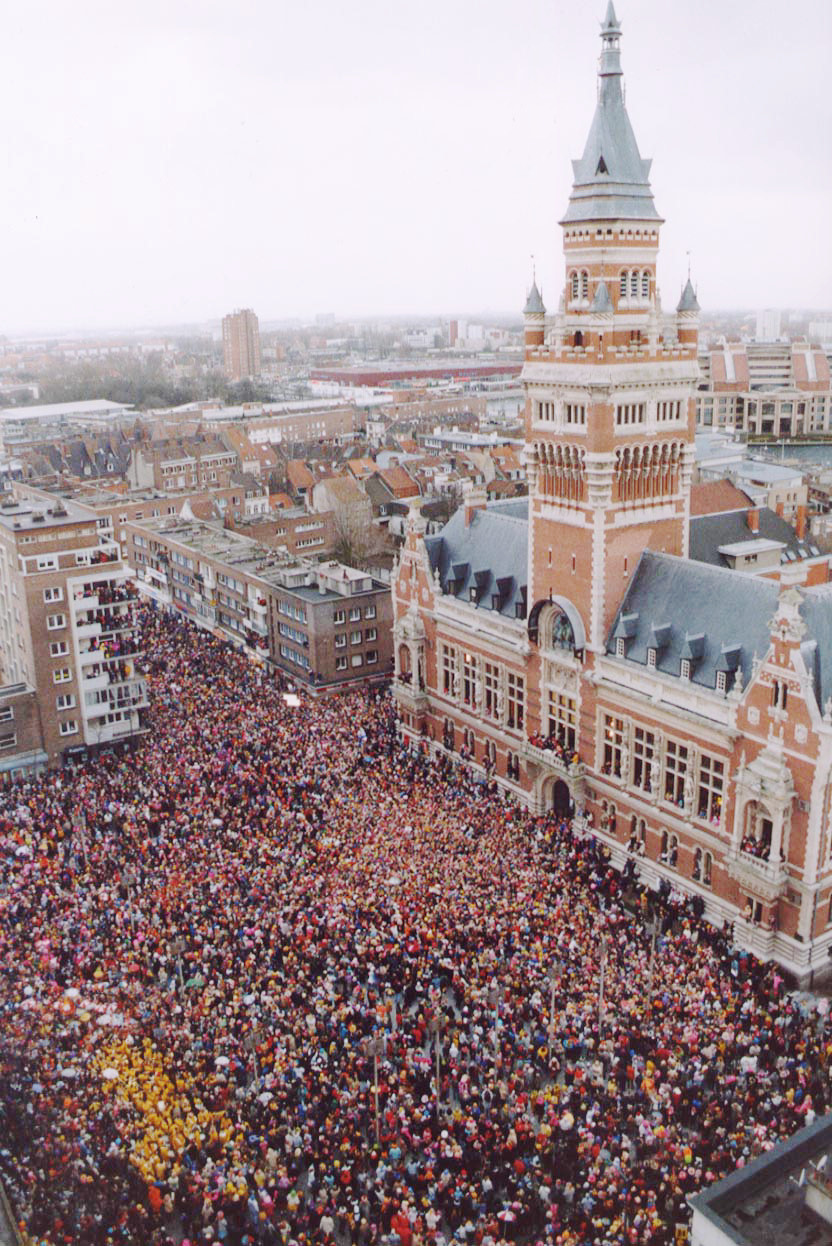
Karneval in Dunkerque

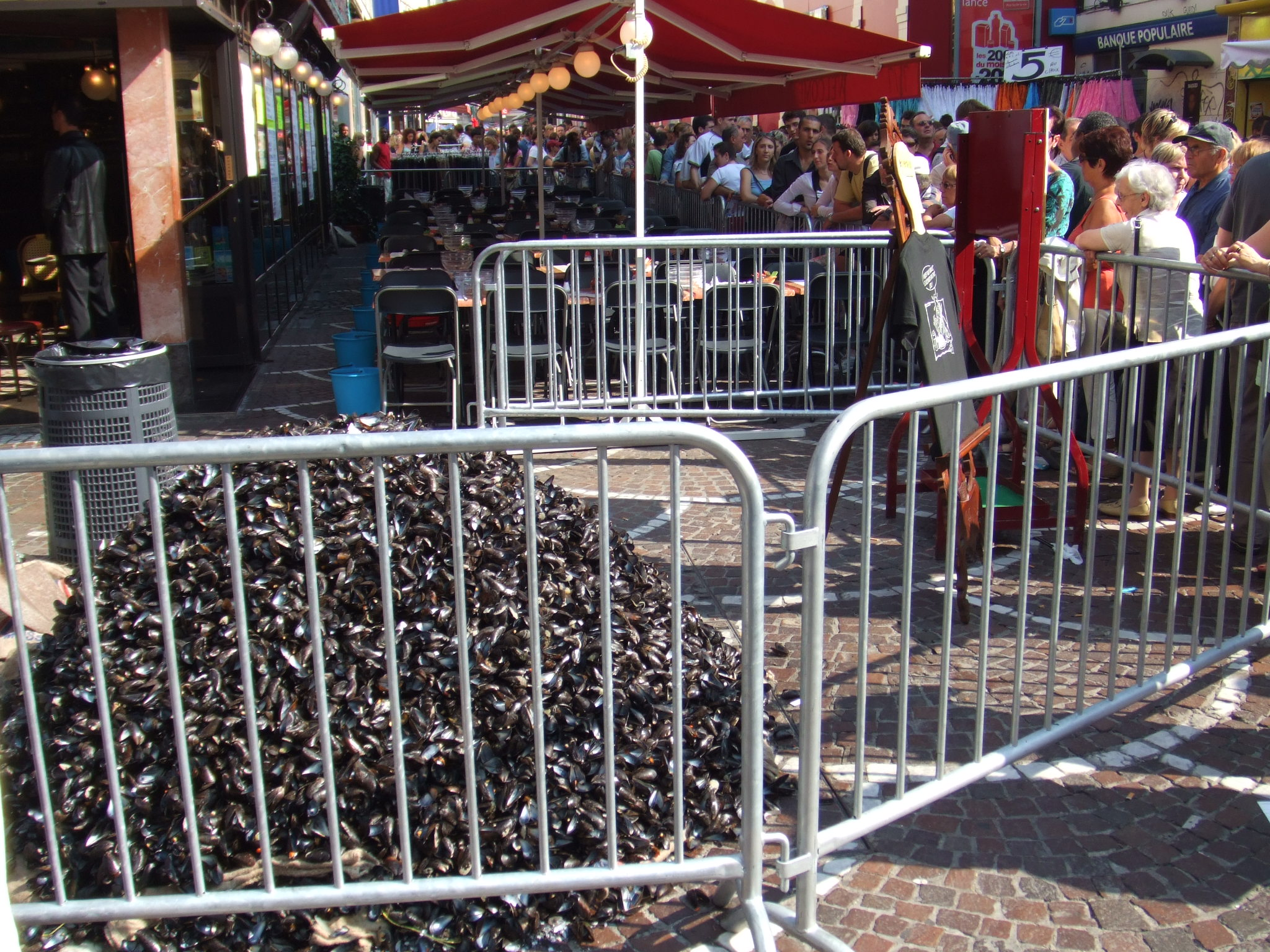
Braderie von Lille

- Karneval in Dunkerque, von Mitte Januar bis Ende März
- Enduro du Touquet, Februar
- Karneval in Bailleul, Februar/März
- Volksfeste von Gayant in Douai, Juni/Juli
- Braderie von Lille, September

### Film
Nord-Pas-de-Calais ist Schauplatz der 2008 erschienenen, sehr erfolgreichen Kinokomödie Willkommen bei den Sch’tis. Für den Postbeamten Philippe Abrams (Kad Merad) bedeutet die Arbeit in Nord-Pas-de-Calais wegen einer Strafversetzung nach Bergues, in dem es ihm aufgrund der für ihn unverständlichen Sprache des französischen Nordens schwerfällt, überhaupt etwas zu verstehen. Dem „Ch’ti“-Dialekt verdankt der Film seinen Namen.

### Bildende Kunst
Für die gesamte Region wurde im Hafen von Dünkirchen das FRAC Nord-Pas de Calais eingerichtet, eine große Sammlung zeitgenössischer Kunst. Diesem geht zeitlich vor das in der Nähe zwischen Stadt und Hafen von Dünkirchen gelegene LAAC, das moderne Kunst der Epoche von 1940 bis 1980 zeigt.

## Sport

### Fußball
Die Region Nord-Pas-de-Calais gehört seit jeher zu den Fußballhochburgen Frankreichs.
Mit dem OSC Lille, dem RC Lens, sowie dem FC Valenciennes spielen derzeit drei Klubs aus Nord-Pas-de-Calais in der Ligue 1, der ersten und höchsten Spielklasse im französischen Profifußball. Der OSC Lille gewann in der Saison 2010/11 die französische Meisterschaft. Ein paar Wochen zuvor konnte auch der französische Pokal gewonnen werden. Der RC Lens wurde 1998 französischer Meister und spielt nach zweimaligem Auf- und Absteigen seit der Saison 2014/2015 wieder in der Ligue 1. Der FC Valenciennes ist seit 2006 Mitglied der Ligue 1. Vorher pendelte der Verein zwischen Ligue 1 und der Ligue 2.